# AEGON Pro Series Barnstaple 2011
L'AEGON Pro Series Barnstaple 2011 è stato un torneo professionistico di tennis femminile giocato sul cemento. È stata la 4ª edizione del torneo, che fa parte dell'ITF Women's Circuit nell'ambito dell'ITF Women's Circuit 2011. Si è giocato a Barnstaple in Gran Bretagna dal 23 al 29 ottobre 2011.

## Partecipanti

### Teste di serie
| Nazionalità | Giocatrice           | Ranking* | Testa di serie |
| ----------- | -------------------- | -------- | -------------- |
| Germania    | Mona Barthel         | 74       | 1              |
| Regno Unito | Heather Watson       | 87       | 2              |
| Regno Unito | Anne Keothavong      | 93       | 3              |
| Rep. Ceca   | Andrea Hlaváčková    | 98       | 4              |
| Romania     | Alexandra Cadanțu    | 104      | 5              |
| Rep. Ceca   | Eva Birnerová        | 105      | 6              |
| Australia   | Anastasija Rodionova | 109      | 7              |
| Paesi Bassi | Michaëlla Krajicek   | 114      | 8              |

- Ranking al 17 ottobre 2011.

### Altre partecipanti
Giocatrici che hanno ricevuto una wild card:
- Naomi Broady
- Amanda Elliott
- Anna Fitzpatrick
- Tara Moore

Giocatrici che sono passate dalle qualificazioni:
- Marta Domachowska
- Johanna Konta
- Kristína Kučová
- Marta Sirotkina
- Maria João Koehler (lucky loser)

## Campionesse

### Singolare
Anne Keothavong ha battuto in finale  Marta Domachowska, 6–1, 6–3

### Doppio
Eva Birnerová /  Anne Keothavong hanno battuto in finale  Sandra Klemenschits /  Tatjana Maria, 7–5, 6–1